# Georgetown (Queensland)
Georgetown ist eine Kleinstadt im Norden des australischen Bundesstaates Queensland.
Der Etheridge River durchfließt die Stadt. Sie liegt am Savannah Way (auch: Gulf Developmental Road), der sie von West nach Ost durchquert. Nach Süden zweigt die Forsayth Road ab, ein Outback-Trail, der nach Forsayth und weiter durch die Newcastle Range nach Einasleigh führt. Cairns liegt 412 km östlich und Normanton 301 km westlich.

## Verwaltung
Georgetown in der Region Far North Queensland ist die Hauptstadt der Local Government Area Etheridge Shire, zu der auch die Kleinstädte Mount Surprise, Forsayth und Einasleigh gehören. Bei der Volkszählung 2006 hatte die Stadt 254 Einwohner.

## Geschichte und Wirtschaft
Der Etheridge River erlebte in den 1870er-Jahren einen Goldrausch und die Stadt Georgetown wurde dort gegründet, wo nach Gold geschürft wurde. Ursprünglich hieß die Stadt Etheridge, aber 1871 benannte man sie zu Ehren des örtlichen Gold Commissioner, Howard St. George, in Georgetown um.
Um 1900 löste die Viehwirtschaft in der Region bereits die Goldförderung als wichtigster Wirtschaftszweig ab.

## In der Literatur
Georgetown ist einer der tatsächlich existierenden Orte, die mehrmals in der Novelle A Town Like Alice von Nevil Shute erwähnt werden.